# كالامباكي
كالامباكي (باليونانية: Καλαμπάκι)‏ هي مدينة في دراما في مقاطعة فوريا إلادا في اليونان.
يبلغ عدد سكانها حوالي 3,257 نسمة.